# SHI 360

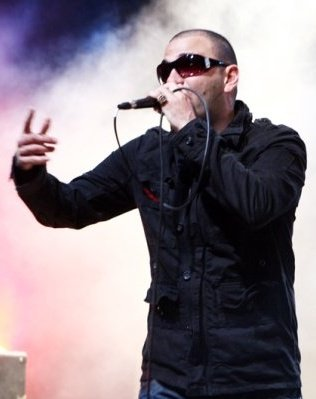
SHI 360 bei einem Auftritt

SHI 360 (hebräisch שי 360) (bürgerlich Schai Haddad, hebräisch שי חדד; * 19. Juli 1976 in Haifa) ist ein israelischer Hip-Hop-Künstler, Songwriter und Musikproduzent.

## Leben
Haddad wurde als Sohn arabischstämmiger Juden in Israel geboren, wanderte aber mit elf Jahren mit seinen Eltern nach Kanada aus. 1997 kehrte er nach Israel zurück. Sein Name SHI 360 steht für diesen Wandel. SHI ist ein Akronym für Supreme Hebrew Intellect. Die Gradangabe 360 symbolisiert die Rückkehr nach Israel. Dort lernte Haddad Kobi Schimoni kennen, einen jungen Israeli, der sich für Rap-Musik interessierte. Die beiden schlossen Freundschaft und Haddad arbeitete als DJ in Schimonis Club während der Sommermonate. Er gab Schimoni auch seinem Künstlernamen, Subliminal.
Er ist außerdem mit dem türkischen Rapper Sagopa Kajmer befreundet, hieraus sind Stücke wie We Got Rimes, Rak Benadam, Territory and Land sowie der Streettrack Ultimate entstanden.

## Diskografie

### Alben
- 2002: Chapters
- 2005: Chai (hebräisch חי, „Leben“)
- 2009: Kulam Rotzim Et ha-Emet (hebräisch כולם רוצים את האמת, „Jeder will die Wahrheit“)
- 2012: Shalom Haters
- 2015: Baba L'aziz
- 2019: Elevate

### Singles (Auswahl)
- 2005: We Got Rimes (mit Sagopa Kajmer)
- 2005: Rak Benadam (mit Sagopa Kajmer)
- 2005: Schir schel rega echad (hebräisch שיר של רגע אחד, „Lied des einen Moment“)
- 2006: Home (hebräisch הום, „Home“)
- 2012: Ultimate (mit Sagopa Kajmer)
- 2020: Territory and Land (mit Sagopa Kajmer)